# Basilique Sant'Eufemia de Milan
Pour les articles homonymes, voir Basilique Sant'Eufemia.
Basilique Sant'Eufemia  est une  église du culte catholique romain, située dans le centre historique de la ville de Milan en Italie.

## Historique
La basilique Sant'Eufemia a été probablement fondée vers 472 par l'évêque Sénateur de Milan, dont la dépouille est conservée dans l'édifice. Comme prêtre auprès de l'évêque saint Abundius, il a participé au  Concile de Chalcédoine d'où il a rapporté une relique de la sainte Euphémie de Chalcédoine à Milan à laquelle la basilique fut dédiée. Dans la basilique s'est déroulé le IVe concile œcuménique qui a condamné l'hérésie eutychéenne. 
La basilique a été reconstruite au XVe siècle et restructurée pendant les siècles suivants. En 1564 la basilique donna le baptême à Federico Borromeo, neveu de saint Charles Borromée et futur archevêque de Milan.
En 1870 l'architecte Enrico Terzaghi a réalisé la salle centrale en éliminant trois travées. Afin de renforcer sa stabilité, la basilique a été rallongée d'une travée et sa façade reconstruite.

## Description

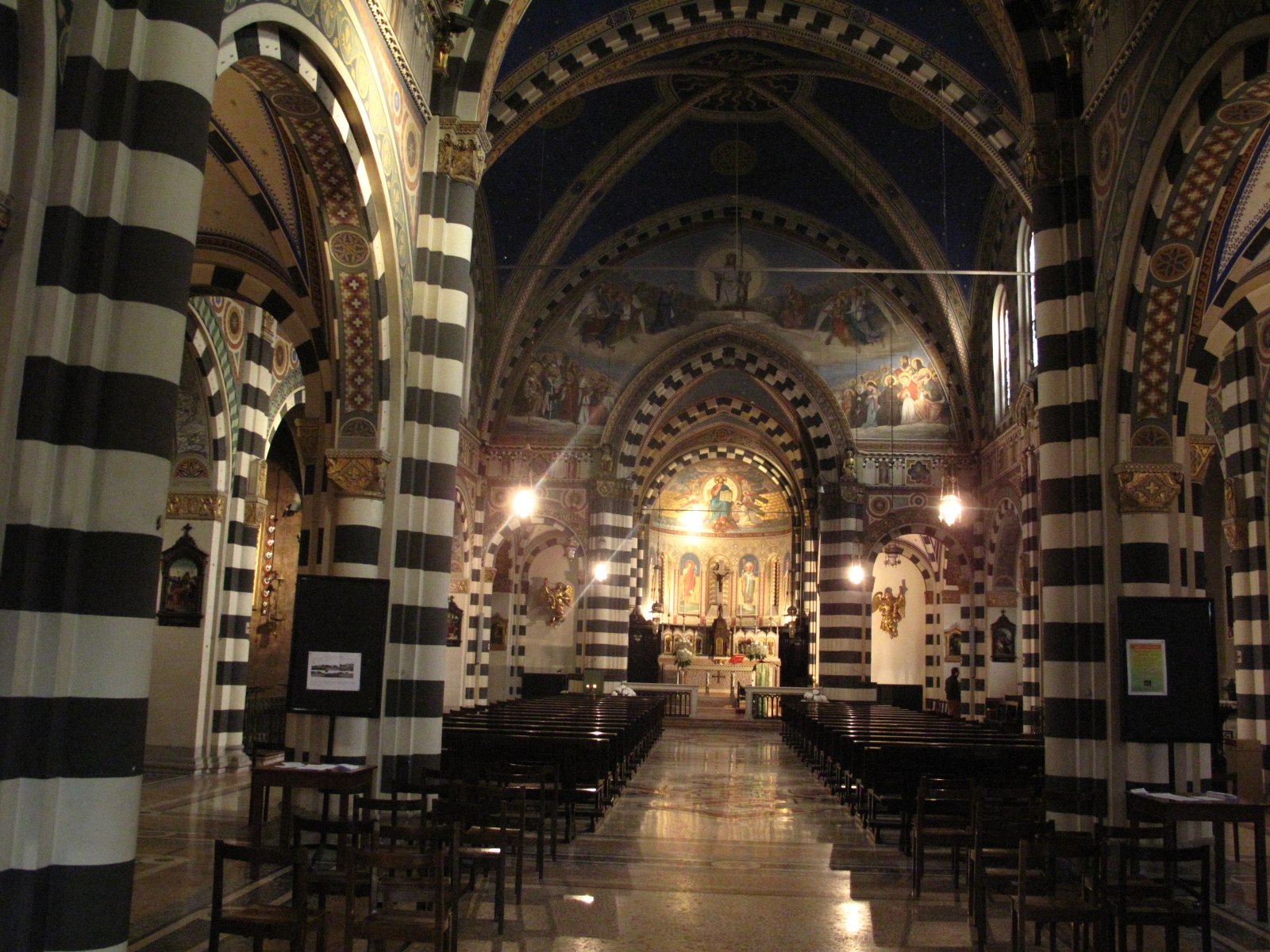
Intérieur
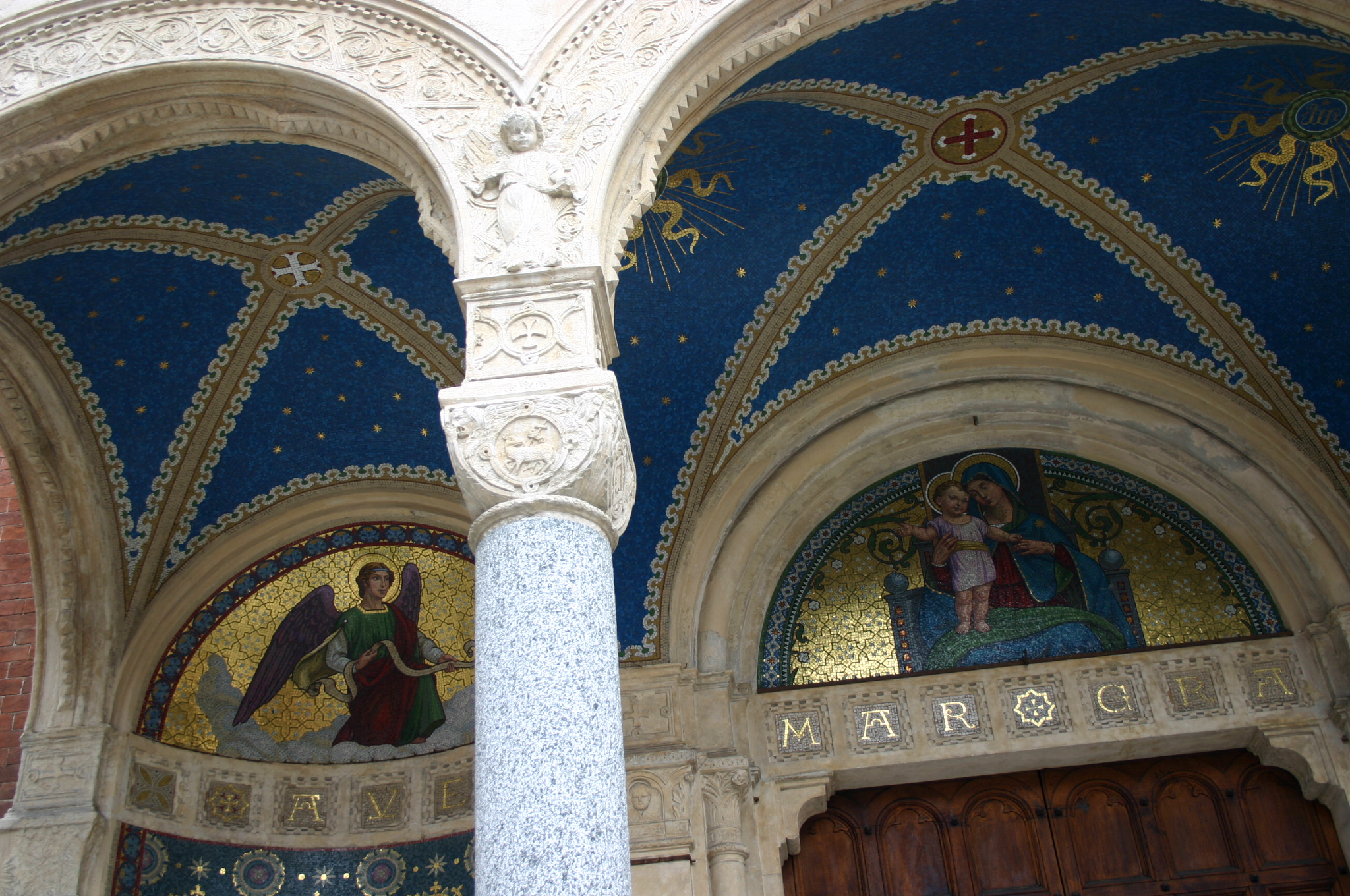
Décoration du portique